# Шмартинське Цирковце
Шмартинське Цирковце (словен. Šmartinske Cirkovce) — поселення в общині Веленє, Савинський регіон, Словенія. 
Висота над рівнем моря: 734,7 м.